# Stoke City Football Club 2019-2020
Questa voce raccoglie le informazioni riguardanti lo Stoke City Football Club nelle competizioni ufficiali della stagione 2019-2020.

## Maglie e sponsor[1]
| Casa | Trasferta |

Sponsor ufficiale: Bet365
Fornitore tecnico: Macron

## Rosa
Aggiornata al 5 febbraio 2020.
| N. |                        | Ruolo | Calciatore         |
| -- | ---------------------- | ----- | ------------------ |
| 1  | Inghilterra (bandiera) | P     | Jack Butland       |
| 2  | Inghilterra (bandiera) | D     | Tom Edwards        |
| 3  | Irlanda (bandiera)     | D     | Stephen Ward       |
| 4  | Galles (bandiera)      | C     | Joe Allen          |
| 5  | Scozia (bandiera)      | D     | Liam Lindsay       |
| 6  | Inghilterra (bandiera) | D     | Danny Batth        |
| 7  | Inghilterra (bandiera) | A     | Tom Ince           |
| 9  | Galles (bandiera)      | A     | Sam Vokes          |
| 11 | Irlanda (bandiera)     | A     | James McClean      |
| 12 | Inghilterra (bandiera) | D     | James Chester      |
| 14 | Inghilterra (bandiera) | D     | Tommy Smith        |
| 15 | Paesi Bassi (bandiera) | D     | Bruno Martins Indi |
| 16 | Galles (bandiera)      | P     | Adam Davies        |

| N. |                             | Ruolo | Calciatore                |
| -- | --------------------------- | ----- | ------------------------- |
| 17 | Inghilterra (bandiera)      | D     | Ryan Shawcross (capitano) |
| 18 | Senegal (bandiera)          | A     | Mame Diouf                |
| 19 | Inghilterra (bandiera)      | A     | Lee Gregory               |
| 20 | Irlanda (bandiera)          | A     | Scott Hogan               |
| 22 | Inghilterra (bandiera)      | C     | Sam Clucas                |
| 24 | Inghilterra (bandiera)      | C     | Jordan Cousins            |
| 25 | Inghilterra (bandiera)      | C     | Nick Powell               |
| 26 | Inghilterra (bandiera)      | A     | Tyrese Campbell           |
| 32 | Australia (bandiera)        | P     | Adam Federici             |
| 34 | Irlanda del Nord (bandiera) | D     | Jordan Thompson           |
| 37 | Irlanda (bandiera)          | D     | Nathan Collins            |
| 38 | Inghilterra (bandiera)      | C     | Ryan Woods                |